# Color Theory
Color Theory è il secondo album in studio della cantautrice statunitense Soccer Mommy, pubblicato nel 2020.

## Tracce
Testi e musiche di Sophie Allison.
1. Bloodstream – 5:37
2. Circle the Drain – 4:40
3. Royal Screwup – 4:07
4. Night Swimming – 4:16
5. Crawling in My Skin – 4:17
6. Yellow Is the Color of Her Eyes – 7:15
7. Up the Walls – 2:44
8. Lucy – 4:56
9. Stain – 3:00
10. Gray Light – 3:16